# حصب تعاليس (المضاربة والعارة)

تعديل مصدري - تعديل

حصـب تعاليس هي إحدى قرى عزلة المضاربة بمديرية المضاربة والعارة التابعة لمحافظة لحج، بلغ تعداد سكانها 34 نسمة حسب تعداد اليمن لعام 2004.